# Bębnowo
Bębnowo – wieś sołecka w Polsce, położona w województwie mazowieckim, w powiecie mławskim, w gminie Radzanów.
| SIMC    | Nazwa  | Rodzaj    |
| ------- | ------ | --------- |
| 0124127 | Teklin | część wsi |

W latach 1975–1998 miejscowość administracyjnie należała do województwa ciechanowskiego.